# Numerica (album)
Numerica (a digital symphony in eight movements) is een studioalbum van Michel Huygen uitgebracht onder de groepsnaam Neuronium. Hij nam het in de periode februari tot oktober 1989 op in zijn privégeluidsstudio in Barcelona. Het album kreeg de opbouw van één nummer opgebouwd uit acht delen (movements). Huygen ging verder in de richting van new agemuziek (psychotronisch volgens de artiest). Sommigen constateerden een vooruitgang in klank, toe te wijzen aan de verbeteringen binnen de synthesizerapparatuur. De muziek werd hier en daar vergeleken met de elektronische muziek van Klaus Schulze en Tangerine Dream, vooral in hun ambientfragmenten. De muziek bestaat uit lange vloeiende en hier en daar pulserende muzikale lijnen en melodieën, die in terugblik (2016) te weinig ondernemend werd gevonden.
Het album werd in 1989 uitgegeven op elpee via Discos Radioactivos Organizados (DRO) en compact disc via Anubis (jazzlabel van DRO) met vermelding van de term "digitale symfonie". In 1990 volgden de Europese persingen via Tuxedo Music in Zwaterland en Thunderbolt (Magnum Music Corporation) zonder die toevoeging. José Mena ontwierp de platenhoes. 

## Musici
Michel Huygen speelt alle instrumenten.

## Muziek
| Nr. | Titel                                            | Duur  |
| --- | ------------------------------------------------ | ----- |
| 1.  | Numerica (1st movement:500 years)                | 2:52  |
| 2.  | Numerica (2nd movement: Deep illness of love)    | 6:11  |
| 3.  | Numerica (3rd movement:Promenade)                | 4:56  |
| 4.  | Numerica (4th movement: The power of your smile) | 3:20  |
| 5.  | Numerica (5th movement: Numerica)                | 3:19  |
| 6.  | Numerica (6th movement: The maze)                | 8:05  |
| 7.  | Numerica (7th movement: Extreme limits)          | 15:22 |
| 8.  | Numerica (8th movement: Au revoir)               | 2:59  |

Delen van het album werden rond 2020 georkestreerd opgenomen door het London Symphony Orchestra (album Neo).